# Gevigney-et-Mercey
Gevigney-et-Mercey is een gemeente in het Franse departement Haute-Saône (regio Bourgogne-Franche-Comté) en telt 463 inwoners (2011). De plaats maakt deel uit van het arrondissement Vesoul.

## Geografie
De oppervlakte van Gevigney-et-Mercey bedraagt 19,3 km², de bevolkingsdichtheid is 24 inwoners per km². De Ougeotte stroomt door de gemeente en mondt er uit in de Saône, die de noordoostelijke grens van de gemeente vormt.
De onderstaande kaart toont de ligging van Gevigney-et-Mercey met de belangrijkste infrastructuur en aangrenzende gemeenten.

## Demografie
Onderstaande figuur toont het verloop van het inwonertal (bron: INSEE-tellingen).